# Riedstadt
Riedstadt est une ville allemande dans le sud du land de Hesse, dans l'arrondissement de Groß-Gerau, à environ 12 km au sud-ouest de Darmstadt.
Comme le suggère son nom, elle est située sur le Hessisches Ried, la section nord-est du fossé rhénan. La municipalité a été formée le 1er janvier 1977, lors de la réforme municipale de Hesse, par la fusion des communes de Goddelau, Wolfskehlen (qui avait déjà fusionné avec Goddelau en 1973), Erfelden, Crumstadt et Leeheim.
La ville comptait 23.742 habitants en 2017.
Goddelau est la ville natale de l'écrivain et révolutionnaire Georg Büchner (1813-1837).
Riedstadt est jumelée depuis 1979 avec la ville française de Brienne-le-Château.

## Histoire
| Appartenances historiques Comté de Katzenelnbogen 1138–1479 Landgraviat de Haute-Hesse 1479–1500 Landgraviat de Hesse 1500–1567 Landgraviat de Hesse-Darmstadt 1567–1806 Grand-duché de Hesse 1806–1918 République de Weimar 1918–1933 Reich allemand 1933–1945 Allemagne occupée 1945–1949 Allemagne 1949–présent |

## Personnalités liées à la ville
- Georg Büchner (1813-1837), écrivain né à Goddelau.
- Ludwig Bieberbach (1886-1982), mathématicien né à Goddelau.
- Hannah Markwig (1980-), mathématicienne né à Riedstadt.